# Campeonato Mundial de Atletismo en Pista Cubierta de 1987
El I Campeonato Mundial de Atletismo en Pista Cubierta se celebró en Indianápolis (Estados Unidos) entre el 6 y el 8 de marzo de 1987 bajo la organización de la Asociación Internacional de Federaciones de Atletismo y la Federación Estadounidense de Atletismo.
Las competiciones se llevaron a cabo en el Hoosier Dome. Se contó con la presencia de 419 atletas de 85 países. 

## Resultados

### Masculino
| Evento            | Oro                                  | Plata                                         | Bronce                                 |
| ----------------- | ------------------------------------ | --------------------------------------------- | -------------------------------------- |
| 60 m              | Lee McRae Estados Unidos 6,50 s      | Mike Whiterspoon Estados Unidos 6,54 s        | Pierfrancesco Pavone · Italia · 6,59 s |
| 200 m             | Kirk Baptiste Estados Unidos 20,73   | Bruno Marie-Rose Francia 20,89                | Robison da Silva · Brasil · 20,92      |
| 400 m             | Antonio McKay Estados Unidos 45,98   | Roberto Hernández Prendes · Cuba · 46,09      | Mike Franks Estados Unidos 46,19       |
| 800 m             | José Luiz Barbosa · Brasil · 1:47,49 | Vladimir Graudin URSS 1:47,68                 | Faouzi Lahbi Marruecos 1:47,79         |
| 1.500 m           | Marcus O'Sullivan Irlanda 3:39,04    | José Manuel Abascal · España · 3:39,13        | Han Kulker · Países Bajos · 3:39,51    |
| 3.000 m           | Frank O'Mara Irlanda 8:03,32         | Paul Donovan Irlanda 8:03,39                  | Terry Brahm Estados Unidos 8:03,92     |
| 60 m vallas       | Tonie Campbell Estados Unidos 7,51   | Stéphane Caristan Francia 7,62                | Nigel Walker Reino Unido 7,66          |
| Salto de altura   | Igor Paklin URSS 2,38 m              | Gennadi Avdeyenko URSS 2,38 m                 | Ján Zvara · República Checa · 2,34 m   |
| Salto con pértiga | Sergei Bubka URSS 5,85               | Earl Bell Estados Unidos 5,80                 | Thierry Vigneron Francia 5,80          |
| Salto de longitud | Larry Myricks Estados Unidos 8,23    | Paul Emordi Nigeria 8,01                      | Giovanni Evangelisti · Italia · 8,01   |
| Salto triple      | Mike Conley Estados Unidos 17,54     | Oleg Protsenko URSS 17,26                     | Frank Rutherford Bahamas 17,02         |
| Peso              | Ulf Timmermann RFA 22,24             | Werner Günthör · Suiza · 21,61                | Sergei Smirnov URSS 20,67              |
| 5.000 m marcha    | Mijaíl Shchennikov URSS 18:27,79     | Jozef Pribilinec · República Checa · 18:27,80 | Ernesto Canto · México · 18:38,71      |

### Femenino
| Evento            | Oro                                        | Plata                                     | Bronce                             |
| ----------------- | ------------------------------------------ | ----------------------------------------- | ---------------------------------- |
| 60 m              | Nelli Fiere-Cooman · Países Bajos · 7,08 s | Anelia Nuneva Bulgaria 7,10 s             | Angela Bailey · Canadá · 7,12 s    |
| 200 m             | Heike Drechsler RDA 22,27                  | Merlene Ottey Jamaica 22,66               | Grace Jackson Jamaica 23,21        |
| 400 m             | Sabine Busch RDA 51,66                     | Lillie Leatherwood Estados Unidos 52,54   | Judith Forgács · Hungría · 52,58   |
| 800 m             | Christine Wachtel RDA 2:01,32              | Gabriela Sedláková Checoslovaquia 2:01,85 | Liubov Kiriujina URSS 2:01,98      |
| 1.500 m           | Doina Melinte · Rumania · 4:05,68          | Tatiana Samolenko URSS 4:07,08            | Svetlana Kitova URSS 4:07,59       |
| 3.000 m           | Tatiana Samolenko URSS 8:46,52             | Olga Bondarenko URSS 8:47,08              | Maricica Puică · Rumania · 8:47,92 |
| 60 m vallas       | Cornelia Oschkenat RDA 7,82                | Yordanka Donkova Bulgaria 7,85            | Ginka Zagorcheva Bulgaria 7,99     |
| Salto de altura   | Stefka Kostadinova Bulgaria 2,05 m         | Susanne Beyer RDA 2,02 m                  | Emilia Dragieva Bulgaria 2,00 m    |
| Salto de longitud | Heike Drechsler RDA 7,10                   | Helga Radtke RDA 6,94                     | Elena Belevskaya URSS 6,76         |
| Peso              | Natalia Lisovskaya URSS 20,52              | Ilona Briesenick RDA 20,28                | Claudia Losch RFA 20,14            |
| 3.000 m marcha    | Olga Krishtop URSS 12:05,49                | Guiliana Salce · Italia · 12:33,76        | Ann Peel · Canadá · 12:38,97       |

## Medallero
| Núm. | País           | Oro | Plata | Bronce | Total |
| ---- | -------------- | --- | ----- | ------ | ----- |
| 1    | URSS           | 6   | 5     | 4      | 15    |
| 2    | Estados Unidos | 6   | 3     | 2      | 11    |
| 3    | RDA            | 6   | 3     | 0      | 9     |
| 4    | Irlanda        | 2   | 1     | 0      | 3     |
| 5    | Bulgaria       | 1   | 2     | 2      | 5     |
| 6    | Brasil         | 1   | 0     | 1      | 2     |
| 6    | Países Bajos   | 1   | 0     | 1      | 2     |
| 6    | Rumania        | 1   | 0     | 1      | 2     |
| 9    | Checoslovaquia | 0   | 2     | 1      | 3     |
| 9    | Francia        | 0   | 2     | 1      | 3     |
| 11   | Italia         | 0   | 1     | 2      | 3     |
| 12   | Jamaica        | 0   | 1     | 1      | 2     |
| 13   | Cuba           | 0   | 1     | 0      | 1     |
| 13   | España         | 0   | 1     | 0      | 1     |
| 13   | Nigeria        | 0   | 1     | 0      | 1     |
| 13   | Suiza          | 0   | 1     | 0      | 1     |
| 17   | Canadá         | 0   | 0     | 2      | 2     |
| 18   | RFA            | 0   | 0     | 1      | 1     |
| 18   | Bahamas        | 0   | 0     | 1      | 1     |
| 18   | Hungría        | 0   | 0     | 1      | 1     |
| 18   | Marruecos      | 0   | 0     | 1      | 1     |
| 18   | México         | 0   | 0     | 1      | 1     |
| 18   | Reino Unido    | 0   | 0     | 1      | 1     |
|      | TOTAL          | 24  | 24    | 24     | 72    |